# Алчедарское городище
Алчедарское городище — остатки славянского и древнерусского города, который был расположен юго-восточнее современного села Алчедар в Шолданештском районе Молдавии. Крупнейшее из славянских поселений на территории Молдавии.

## Описание
Окружённое валом и рвом округлое городище 70 на 60 м на западном берегу Днестра было открыто Р. Л. Розенфельдтом и П. И. Засурцевым в 1947 году и археологически исследовано Г. Б. Фёдоровым в 1950–1963 годах. До славянского заселения (предположительно, племенем тиверцев в VII—VIII веках) на этом месте жили представители гальштатской и черняховской культур. В конце IX — начале X века здесь строится укреплённое деревянное городище с каменной башней и хранилищами пресной воды. Высота стен достигала 5 м, глубина рва — 4 м. К детинцу примыкал большой посад площадью 100 га.
В городе находился металлургический центр, который обслуживал окрестное гнездо поселений тиверцев райковецкой археологической культуры в бассейне реки Чорны (Одая, Алчедар, Пояны, Глинжены, Шолданешты).
Крепость успешно оборонялась от печенегов, но в XII веке не выдержала натиск половцев. Однако, в отличие от соседнего городища Екимауцы, отсутствуют какие-либо признаки военного разгрома (пожар, кости со следами поражения холодным оружием). Возможно, город был покинут из-за угрозы кочевнического нападения.

## Историческое название
Из-за соседства Алчедарского городища с рекой Чорной Г. Б. Фёдоров высказал предположение, что оно может являться летописным городом Черном, упомянутым в «Списке русских городов дальних и ближних» в группе «валашских» городов. Список конца XIV века содержит некоторые города, прекратившие существование до или во время монгольского нашествия, и может иметь в основе более ранние редакции. Существуют, однако, и другие версии местоположения летописного Черна, в частности, Ленковецкое городище — предшественник современных Черновцов.